# Turning Point (2012)
Turning Point (2012) foi um evento pay-per-view realizado pela Total Nonstop Action Wrestling, que ocorreu no dia 11 de novembro de 2012 no Impact Wrestling Zone na cidade de Orlando, Flórida. Esta foi a nona edição da cronologia do Turning Point.

## Antes do evento
Turning Point teve lutas de wrestling profissional envolvendo diferentes lutadores com rivalidades e storylines pré-determinadas que se desenvolveram no Impact Wrestling — programa de televisão da Total Nonstop Action Wrestling (TNA). Os lutadores interpretaram um vilão ou um mocinho seguindo uma série de eventos para gerar tensão, culminando em várias lutas.
No Bound for Glory, Jeff Hardy derrotou Austin Aries e conquistou o TNA World Heavyweight Championship. No Impact Wrestling de 18 de outubro, Aries interrompeu a festa de comemoração cuspindo no cinturão customizado de Hardy. Na semana seguinte, Hardy teve sua primeira defesa de título com sucesso, derrotando Kurt Angle. Após a luta, Aries atacou Jeff e falou que sua  revanche ocorreria no Turning Point. Na semana seguinte, após Hardy derrotar Robbie E, Aries apareceu e pegou uma escada, anunciando que a luta pelo título seria uma Ladder match.
Também no Bound for Glory, os The World Tag Team Champions of the World (dupla formada por Christopher Daniels e Kazarian) foram derrotados por Chavo Guerrero & Hernandez e perderam o TNA World Tag Team Championship. No Impact Wrestling de 25 de outubro, Daniels e Kazarian foram ao ringue pedindo assinaturas a plateia para que pudessem ter sua revanche pelos títulos. Chavo e Hernandez os interromperam, os ajudando com as assinaturas. Logo após, Chavo fala que Daniels e Kazarian podem ter sua revanche a qualquer hora. Após o final do show, foi confirmado no site da TNA que a luta de revanche ocorrerá no Turning Point.
No Impact Wrestling de 25 de outubro, o gerente geral Hulk Hogan escolheu Kurt Angle entre A.J. Styles, Bobby Roode e James Storm para uma luta pelo TNA World Heavyweight Championship de Jeff Hardy, sendo derrotado pelo mesmo. Na semana seguinte, Roode reclamava que era ele que merecia uma chance pelo título, mais foi interrompido por Styles que falou que era ele quem merecia a chance. Hogan os interceptou e marcou uma 3-Way match entre Roode, Styles e Storm pelo direito de se tornar desafiante ao TNA World Heavyweight Championship e quem sofresse a contagem não teria outra chance pelo título até o Bound for Glory de 2013.
No Bound for Glory, Samoa Joe derrotou Magnus e manteve o Television Championship. No Impact Wrestling de 1º de novembro, Magnus acertou um bastão de ferro em Joe, o nocauteando durante uma luta entre ambos. Após a luta, Joe jurou matar Magnus em uma luta sem desqualificações. Mais tarde foi confirmada uma luta sem desqualificações pelo Television Championship no Turning Point.
Também no Bound for Glory, os Aces & Eights derrotaram Sting e Bully Ray e passaram a ter acesso total ao Impact Wrestling Zone, além de ser revelado que Devon fazia parte dos Aces & Eights. No Impact Wrestling de 25 de outubro, o grupo "escolheu" um lutador da TNA ao acaso para sofrer ataques na mão do grupo. No final do show, Devon e o resto da gangue atacaram Kurt Angle. Na semana seguinte, Hulk Hogan anunciou um combate entre Kurt Angle e Devon no Turning Point.
No Impact Wrestling de 25 de outubro, após Rob Van Dam derrotar Zema Ion, Matt Morgan o atacou juntamente com Joey Ryan. Na semana seguinte, com a ajuda de Morgan, Ryan derrotou Van Dam. Após o final da luta, Morgan voltou a atacar Van Dam. No Impact Wrestling de 8 de novembro foi anunciada  uma luta entre Ryan e Rob Van Dam pelo TNA X Division Championship.
No Impact Wrestling de 18 de outubro, ODB derrotou Tara. Na semana seguinte, ODB desafiou o namorado de tara, Jesse. Durante a luta, Tara distraiu ODB e Jesse conseguiu a vitória. No Impact Wrestling de 8 de novembro, ODB perdeu a luta para Tara e Jesse em uma Luta 2-contra-1. Na mesma noite, foi anunciado para o Turning Point uma Luta de duplas mistas entre ODB e Eric Young contra Tara e Jesse.
No Impact Wrestling de 1º de novembro, Joseph Park consegui tirar a máscara de outro membro dos Aces & Eights, revelando que Drew Hankinson, sob a função de "Director of Chaos", (abreviando seu nome para DOC) fazia parte do grupo. Como resultado, Hankinson jogou Park em uma mesa. Na semana seguinte, Park pediu uma luta, mesmo não sendo lutador contra DOC no Turning Point para Hulk Hogan, aceitou o pedido, mas afirmou que aquela seria a única oportunidade de Park.

## Evento

### Lutas preliminares
Na primeira luta da noite, Samoa Joe defendia o Television Championship contra Magnus em uma Luta sem desqualificações. Por vários momentos Joe aplicou golpes de submissão em Magnus. Joe venceu ao aplicar um "Rear Naked Choke" em Magnus no centro do ringue, fazendo com que esse desmaiasse e o árbitro finalizasse a luta.
Na segunda luta, ODB e Eric Young lutavam contra Tara e Jesse em uma Luta de duplas mistas. A luta acabou quando Young acertou uma cotovelada em Jesse da terceira corda, conseguindo a contagem.
Na luta seguinte, Rob Van Dam defendia o TNA X Division Championship contra Joey Ryan. No fim da luta, Van Dam aplicou um "Five-Star Frogsplash" em Ryan e conseguiu a contagem. Depois da luta, Matt Morgan apareceu e acertou um "Carbon Footprint" em Van Dam.
Na quarta luta, Joseph Park lutava contra DOC, um dos membros dos Aces & Eights. DOC venceu o combate após aplicar um "Chokeslam" em Park. Após a luta, DOC continuou a querer atacar Park, mas Bully Ray aparece e o impede.

### Lutas principais
Na próxima luta, Chavo Guerrero & Hernandez lutavam contra os The World Tag Team Champions of the World (dupla formada por Christopher Daniels e Kazarian). A vitória ocorreu após Chavo aplicar um "Cross Body-Presss" seguido de um "Electric Chair" por Hernandez em cima Daniels.
Na sexta luta da noite, James Storm lutava contra Bobby Roode e A.J. Styles em uma 3-Way match pelo direito de se tornar desafiante ao TNA World Heavyweight Championship, sendo que o lutador que sofresse a contagem não poderia disputar o World Heavyweight Championship até o Bound for Glory 2013. Storm conseguiu a vitória após aplicar um "Last Call" em Styles e conseguir a vitória. Com o resultado, Styles não poderá disputar o World Heavyweight Championship nos próximos 11 meses.
Na penúltima luta da noite, Kurt Angle lutava contra Devon, outro membro dos Aces & Eights. Angle conseguiu a vitória ao aplicar um "Ankle lock" em Devon e o mesmo desistir.
No evento principal, Jeff Hardy defendia o TNA World Heavyweight Championship contra Austin Aries em uma Ladder match. A luta terminou quando Hardy conseguiu pegar os dois cinturões (um, que Hardy carregava como legitimo campeão e o outro que Aries possuía sem ser campeão) no topo do ringue.

## Resultados
| No.                           | Lutas | Estipulações | Duração |
| ----------------------------- | --- | --- | ------- |
| 1                             | Samoa Joe (c) derrotou Magnus por nocaute técnico                                                                    | Luta sem desqualificações pelo Television Championship | 12:26   |
| 2                             | ODB e Eric Young derrotaram Tara e Jesse                                                                             | Luta de duplas mistas | 08:32   |
| 3                             | Rob Van Dam (c) derrotou Joey Ryan                                                                                   | Luta individual pelo TNA X Division Championship | 07:43   |
| 4                             | DOC derrotou Joseph Park                                                                                             | Luta individual | 11:04   |
| 5                             | Chavo Guerrero & Hernandez (c) derrotaram The World Tag Team Champions of the World (Christopher Daniels e Kazarian) | Luta de duplas pelo TNA World Tag Team Championship | 13:19   |
| 6                             | James Storm derrotou A.J. Styles e Bobby Roode                                                                       | 3-Way match pelo direito de se tornar desafiante ao TNA World Heavyweight Championship O lutador que sofresse a contagem não poderia disputar o World Heavyweight Championship até o Bound for Glory 2013. Com o resultado, Styles não pode disputar o título mundial nos 11 meses seguintes. | 16:34   |
| 7                             | Kurt Angle derrotou Devon por submissão                                                                              | Luta individual | 11:50   |
| 8                             | Jeff Hardy (c) derrotou Austin Aries                                                                                 | Ladder match pelo TNA World Heavyweight Championship | 21:00   |
| (c)- Campeão(s) antes da luta | | |         |